# Langues iraniennes du Nord-Ouest
Cet article concerne les langues iraniennes. Pour les peuples iraniens, voir Peuples iraniens.
Les langues iraniennes du Nord-Ouest sont un des trois sous-groupes des langues iraniennes.

## Périodisation des langues iraniennes du Nord-Ouest

### Période du vieil iranien
Seules deux langues iraniennes sont attestées à l'époque du vieil iranien, l'avestique qui est une langue iranienne orientale, et le vieux-perse, une langue iranienne du Sud-Ouest. Aucune langue du Nord-Ouest de cette époque n'est directement parvenue jusqu'à nous, mais on connaît quelques éléments du mède (en) par des noms propres et des emprunts en vieux-perse (repérables à leur phonétique différente).

### Période du moyen iranien
La seule langue moyenne iranienne connue se rattachant au groupe du Nord-Ouest est le parthe.

### Période de l'iranien moderne
Les principales langues iraniennes occidentales contemporaines sont les langues parlés par les Kurdes à savoir le Kurmandji, le Sorani, le Zazaki, le Gorani, le Kelhuri, le Laki et comme autre langue le baloutche ainsi que les langues du Nord de l'Iran à savoir le Talysh, le Gilaki, le Mazandari. De nombreux dialectes ou langues d'Iran sont rattachés à l'iranien du Nord-Ouest, que ce soient le sivandi, les dialectes tats, ceux de la région de Semnan, ou ceux de l'Iran central. L'usage de ces parlers recule face à la pression du persan ou de l'azéri.

### Classification
Le signe † signale une langue morte.
- Langues iraniennes occidentales
  - Langues du Sud-Ouest
    - vieux perse†
      - moyen perse† ou pehlevi

Localisation des différentes langues iraniennes

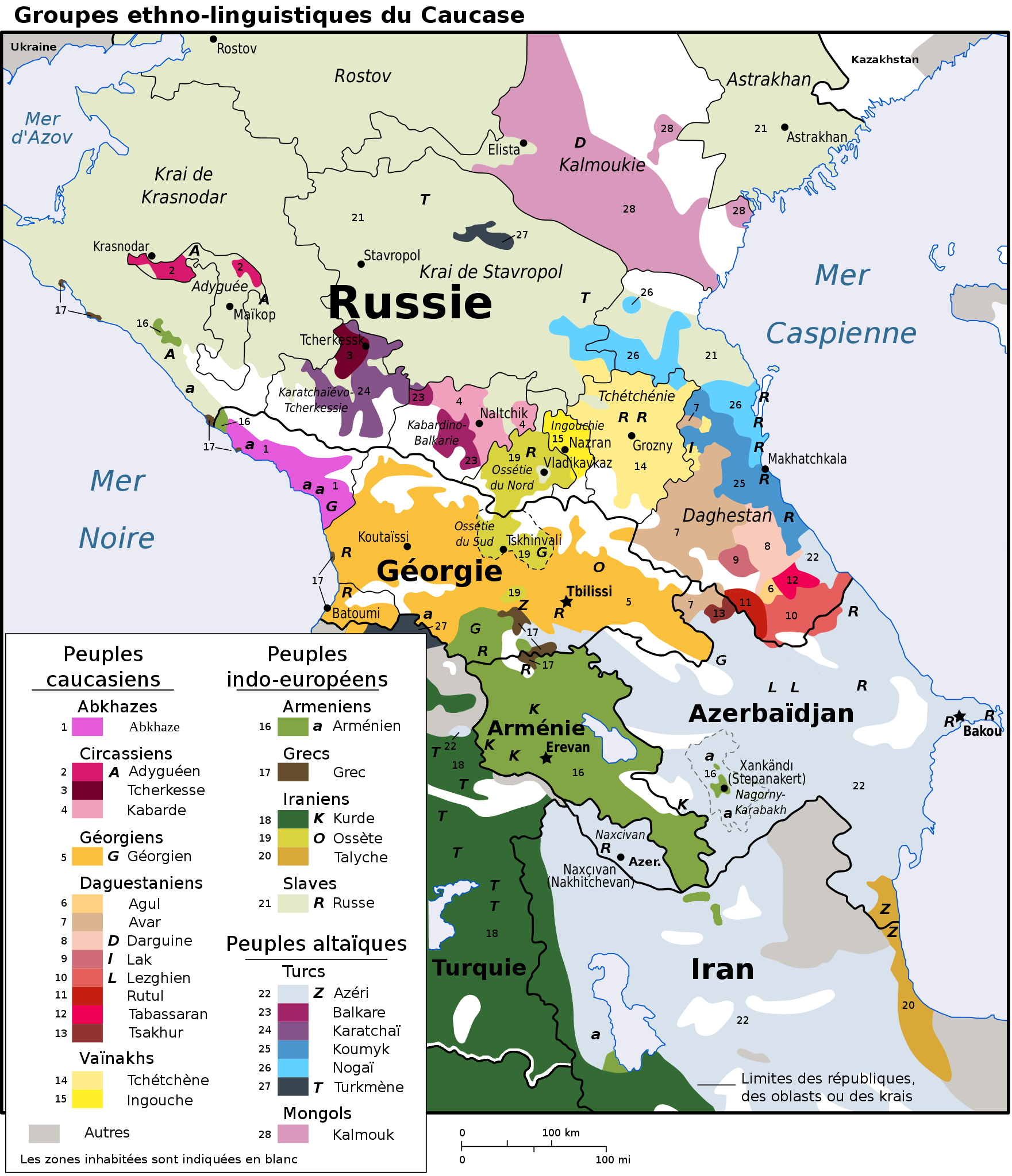
Ethnies et langues au Caucase.

        - persan : farsi, dari, tadjik, judéo-persan, hazara

    - tat
      - judéo-tat

    - bakhtiari et lori
    - larestani
    - bashkardi
    - kumzari

  - Langues du Nord-Ouest
    - mède†
    - parthe†
    - baloutche
    - kurde : kurmandji, sorani, gurani
    - zazaki
    - ancien azéri
    - dialectes tats
    - Langues caspiennes : gilaki, mazandarani, talyshi
    - Dialectes de la région de Semnan : semnani, sourkhei, lasgerdi, biyabuneki, aftari, sangisari
    - Dialectes de l'Iran central : sivandi, yazdi, yarandi, farizandi, kohrudi, keshei, meimei, jawshakani, khunsari, vonishuni, zefrei
- Langues iraniennes orientales
  - avestique†
  - scythe† et alain†
    - ossète : iron, digor

  - sogdien†
    - yaghnobi

  - chorasmien†
  - bactrien†
  - Langues saces : khotanais†, tumshuqais†
  - Langues du Pamir : wakhi, sangletchi, ishkashimi, yazgoulami, yidgha, munji
    - Groupe shughni-rushan : shughni, rushan, khufi, bartangi, oroshori, sariqoli

  - pachto
  - parachi et ormuri (classification incertaine)

Cette classification n'est pas exhaustive. Il existe de nombreux autres dialectes appartenant au groupes des langues du Nord-Ouest parlés en Iran.